# Архипенко, Вячеслав Павлович
Вячеслав Павлович Архипенко (род. 19 мая 1938, Краснодар) — советский футболист, защитник.
В школе играл в волейбол и баскетбол. В восьмом классе начал играть за юношескую футбольную команду «Динамо» Краснодар. После окончания школы играл на первенство РСФСР за команду завода измерительных приборов, затем перешёл в команду «Крылья Советов» Белая Калитва из первенства области.
В конце 1961 года перешёл в одесский «Черноморец». В армии служить не хотел и сбежал в Белую Калитву. Узнав, что службу будет проходить в СКА, вернулся в Одессу. С командой за два года вышел из класса «Б» в первую группу класса «А». В 1965 году вернулся в «Черноморец». Карьеру закончил в 1968 году в «Кривбассе» Кривой Рог.
Выступал на позиции центрального и левого защитника. Хорошо играл головой.
30 лет работал на одесском завод «Полиграфмаш» слесарем, на слесарно-сварочном участке, выступал за заводскую команду.
Награждён медалью «За трудовую доблесть».